# Пролом (Сърбия)
Вижте пояснителната страница за други значения на Пролом.
Пролом (на сръбски: Пролом или Prolom) е село в Сърбия, Топлишки окръг, община Куршумлия.
Според Националната статистическа служба на Република Сърбия през 2011 г. селото има 131 жители.
В селото има балнеологичен курорт с лечебни води.

## Демография
Броят на населението в годините 1948 – 2011 е както следва: